# العلاقات الأرمينية الرواندية
العلاقات الأرمينية الرواندية هي العلاقات الثنائية التي تجمع بين أرمينيا ورواندا.

## مقارنة بين البلدين
هذه مقارنة عامة ومرجعية للدولتين:
| وجه المقارنة                                              | أرمينيا                    | رواندا                                        |
| --------------------------------------------------------- | -------------------------- | --------------------------------------------- |
| المساحة (كم2)                                             | 29.74 ألف                  | 26.34 ألف                                     |
| عدد السكان (نسمة)                                         | 2.93 مليون                 | 12.21 مليون                                   |
| الكثافة السكانية (ن./كم²)                                 | 98.52                      | 463.55                                        |
| العاصمة                                                   | يريفان                     | كيغالي                                        |
| اللغة الرسمية                                             | لغة أرمنية                 | اللغة الكينيارواندا، لغة إنجليزية، لغة فرنسية |
| العملة                                                    | درام أرميني                | فرنك رواندي                                   |
| الناتج المحلي الإجمالي (بليون دولار)                      | 11.54 مليار                | 9.14 مليار                                    |
| الناتج المحلي الإجمالي (تعادل القوة الشرائية) بليون دولار | 25.41 مليار                | 20.46 مليار                                   |
| الناتج المحلي الإجمالي الاسمي للفرد دولار أمريكي          | 3.49 ألف                   | 697                                           |
| الناتج المحلي الإجمالي للفرد دولار أمريكي                 | 8.07 ألف                   | 1.66 ألف                                      |
| مؤشر التنمية البشرية                                      | 0.743                      | 0.483                                         |
| رمز المكالمات الدولي                                      | +374                       | +250                                          |
| رمز الإنترنت                                              | .am، .հայ ‏                 | .rw                                           |
| المنطقة الزمنية                                           | ت ع م+04:00، توقيت أرمينيا | ت ع م+02:00                                   |

## منظمات دولية مشتركة
يشترك البلدان في عضوية مجموعة من المنظمات الدولية، منها:
| علم المنظمة | اسم المنظمة                               | تاريخ انضمام أرمينيا | تاريخ انضمام رواندا |
| ----------- | ----------------------------------------- | -------------------- | ------------------- |
|             | مؤسسة التنمية الدولية                     | 25 أغسطس 1993        | 30 سبتمبر 1963      |
|             | يونسكو                                    | 9 يونيو 1992         | 7 نوفمبر 1962       |
|             | وكالة ضمان الاستثمار متعدد الأطراف        | 5 ديسمبر 1995        | 27 سبتمبر 2002      |
|             | الأمم المتحدة                             | 2 مارس 1992          | 18 سبتمبر 1962      |
|             | الاتحاد البريدي العالمي                   | ?                    | ?                   |
|             | البنك الدولي للإنشاء والتعمير             | 16 سبتمبر 1992       | 30 سبتمبر 1963      |
|             | الاتحاد الدولي للاتصالات                  | 30 يونيو 1992        | 12 ديسمبر 1962      |
|             | منظمة حظر الأسلحة الكيميائية              | ?                    | ?                   |
|             | مؤسسة التمويل الدولية                     | 18 أبريل 1995        | 6 نوفمبر 1975       |
|             | المركز الدولي لتسوية المنازعات الاستشارية | 16 أكتوبر 1992       | 14 نوفمبر 1979      |
|             | منظمة التجارة العالمية                    | 5 فبراير 2003        | ?                   |
|             | منظمة الشرطة الجنائية الدولية             | ?                    | ?                   |

## وصلات خارجية
- موقع وزارة الخارجية الأرمينية
- موقع وزارة الخارجية الرواندية